# Wave Rock

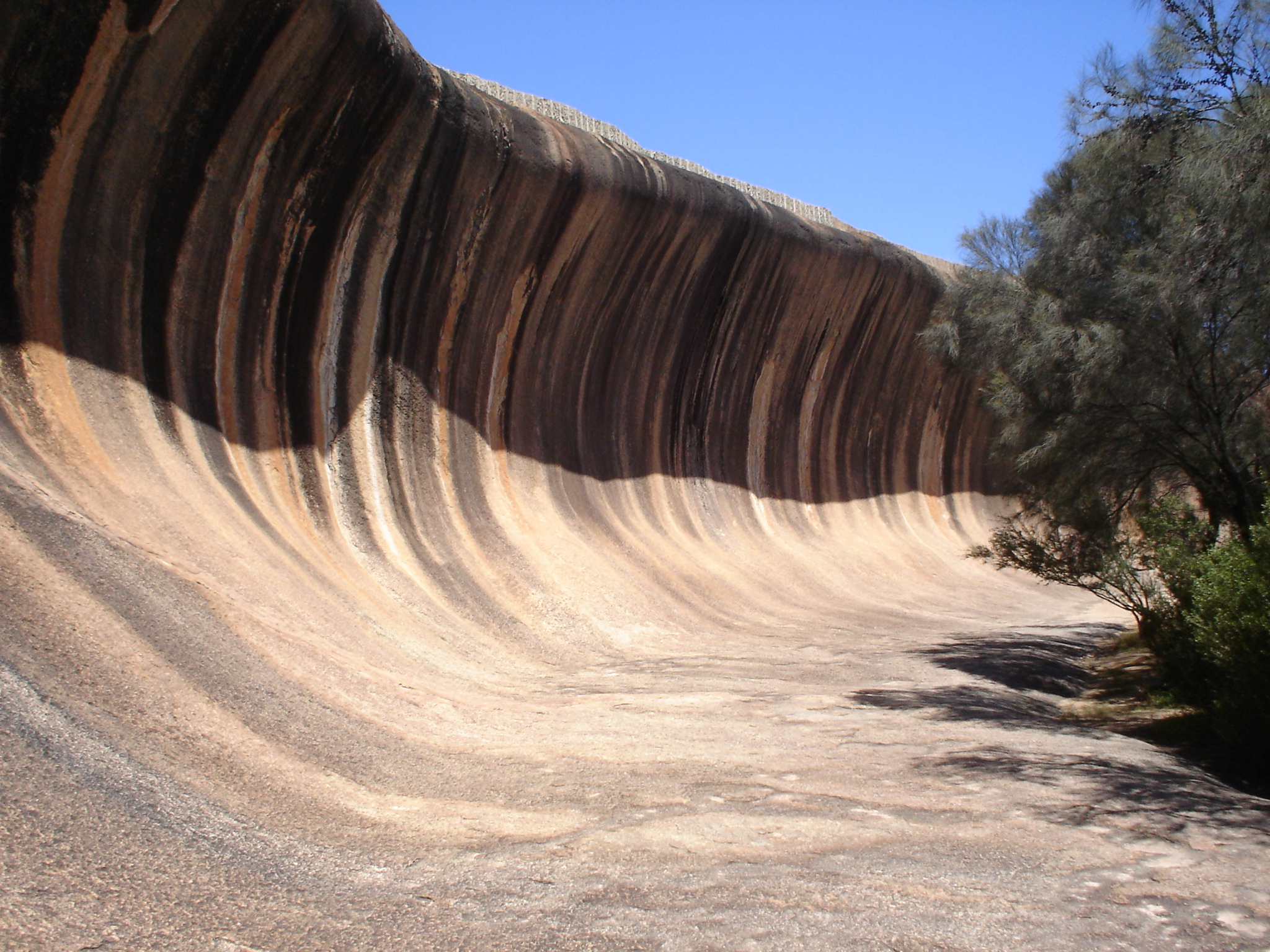
Wave Rock

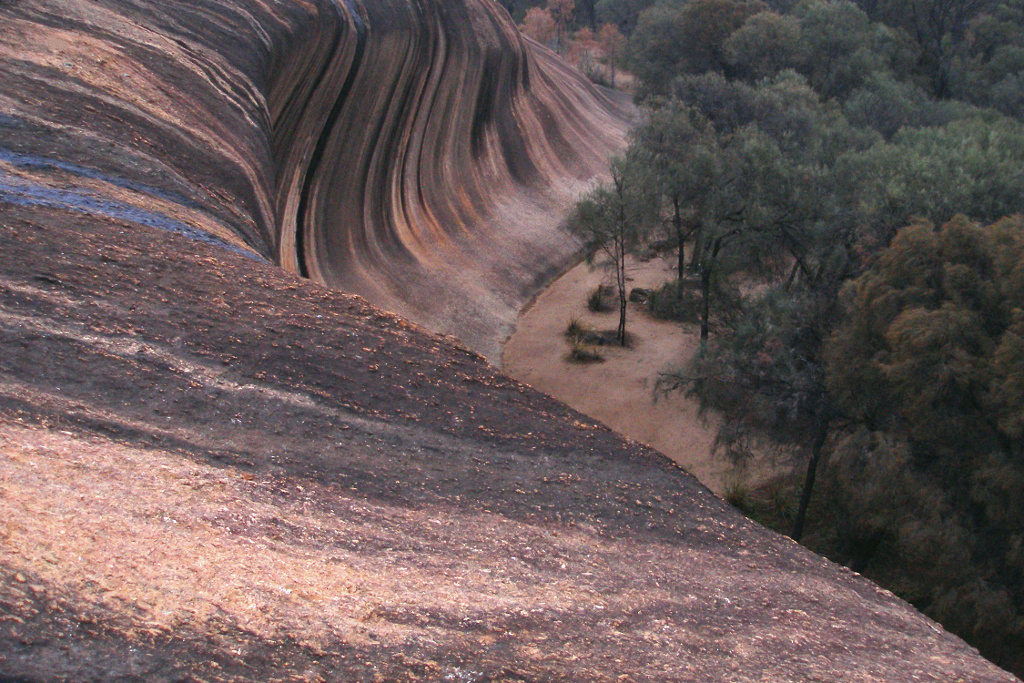
Vista dall'alto

Wave Rock (in italiano: Roccia ondosa) è una formazione di roccia naturale che è a forma di un'alta onda oceanica, sita in Australia.

## Descrizione
L'"onda" è alta circa 15 m ed è lunga circa 110 m.
Forma il fianco settentrionale di una collina solitaria che è conosciuta come "Hyden Rock".
Questa collina composta da granito inselberg, si trova a circa 3 km a est della piccola città di Hyden e a 296 km da Perth.
Wave Rock e Hyden Rock fanno parte di 160 ettari della riserva naturale di Hyden Wildlife Park. 
Oltre 100.000 turisti all'anno vengono a visitarla.